# 保科三良
保科 三良（ほしな みつよし、1935年1月1日  - 1987年6月20日）は、日本の男性俳優、声優。東京府出身。

## 人物
東京教育大学卒業。1952年、新協劇団研究所に入所。『死んだ海』の漁民役が初舞台。同劇団においては事務局長も務めていた。1959年、東京芸術座に入団し、同劇団の中心的な俳優として死去するまで所属していた。マネジメントは東京俳優生活協同組合。
声種は高い。
資格は自動車。
4人兄妹の三男で、一番上の兄である保科一明は、住友商事常務取締役、住商建材社長などを務めた。
1987年6月20日、心不全のため死去。

## 出演作品

### テレビドラマ
NHK
- 大河ドラマ
  - 源義経 - 樋爪の太郎
  - 元禄太平記
  - 獅子の時代 - 看守
  - 峠の群像 - 角田敬之進
  - 徳川家康 - 権六
  - 春の波涛 - 高田早苗
- 大河ドラマ以外
  - 事件記者
    - 第42話「凶運」（1959年1月21日）
    - 第138話「黒い顔」（1961年1月10日）
    - 第326話「匿名」（1964年11月10日）

  - 灰色のシリーズ
    - 第27話/第28話「赤い目」（前編・後編）（1961年1月11-18日）

  - 虹の設計
    - 第2話「黒い影」（1964年4月13日）
    - 第7話「影絵」（1964年5月18日）

  - 快傑黒頭巾 第4話/第5話（1976年）
  - 風の隼人（1979年） - 本田六佐衛門
  - 男子の本懐（1981年1月4日）
  - マリコ（1981年8月15日）
  - 獄医立花登手控え
    - 第21話「影の中の女」（1982年9月8日） - 岡っ引き

  - 御宿かわせみ
    - 第1シリーズ第17話「湯の宿」（1981年2月4日） - 権十
    - 第2シリーズ第16話「冬の桜」（1983年2月16日） - 与平

NHK教育
- 明るい仲間（1965年）

CX
- 黄色いインコ（1959年3月11日）
- 東芝土曜劇場
  - 第18話「百足ちがい」（1959年7月4日）
- プリンス劇場 愛のシグナル「大臣の洋傘」（1960年11月17日）
- プリンススリラー劇場「棺」（1962年6月1日）
- 第7の男
  - 第9話「湖上にかける橋」（1964年12月22日）
- 戦国群盗伝 第24話（1965年）
- マグマ大使（1966年） - ザンバ
  - 第19話「バランゴ作戦」（11月7日）
  - 第20話「死闘・二大怪獣!」（11月14日）
- 若者たち
  - 第11話「つながり」（1966年4月18日）
  - 第34話「鈴蘭を刈った男」（1966年9月30日）
- シオノギテレビ劇場
  - 山本周五郎シリーズ 釣忍（1966年8月25日）
- 三匹の侍
  - 第3シリーズ
    - 第26話「あばれ師範」（1966年3月31日）

  - 第4シリーズ
    - 第4話「麝香丸の亡霊」（1966年10月27日） - 原軍兵衛

  - 第5シリーズ
    - 第6話「にがい汐」（1967年11月16日） - 卯助
    - 第20話「白い幻花」（1968年2月15日） - 橋場甚内
- ライオン奥様劇場
  - 女の盛装（1968年） - 堀田
- 戦え! マイティジャック
  - 第5話「マリヤの像を追いかけろ!!」（1968年8月3日） - 警備主任
- 一心太助
  - 第4話「娘魚屋繁盛記」（1971年10月24日） - 円蔵
- お祭り銀次捕物帳
  - 第10話「人情牢破り」（1972年7月8日） - 金太
- 怪傑ライオン丸
  - 第17話「怪人ジェロニモ 悪魔のノロシ」（1972年7月22日） - 砦のリーダー
- 浮世絵 女ねずみ小僧
  - 第2シリーズ
    - 第20話「鬼火が呼んでる鈴ヶ森」（1972年10月21日）
- 銭形平次
  - 第390話「十手一代」（1973年） - 金次
  - 第505話「上方から来た男」（1976年） - 留五郎
  - 第525話「盗っ人の遺産」（1976年） - 芳藏
- 木曽街道いそぎ旅
  - 第6話「鬼押出しの決闘」（1973年5月12日） - 野分の五郎蔵
- 戦国ロック はぐれ牙
  - 第6話「火縄銃で夜を焦がせ」（1973年9月8日）
- 笹沢左保シリーズ 八州犯科帳
  - 第1話「命を買った女」（1974年4月6日） - 雷神の宗右衛門
- 江戸の激斗
  - 第21話「日陰の花を救え」（1979年）
- 西遊記II
  - 第9話「地獄極楽宙ぶらりん」（1980年） - 側用人
- 同心暁蘭之介
  - 第24話「神を売った男」（1982年3月24日） - 寺子屋の先生
- 暁に斬る!
  - 第17話「紅鶴はやわ肌に燃える」（1983年1月25日）
- 恋人よ、われに帰れ（1983年9月23日）
- 流れ星佐吉（KTV / 松竹）
  - 第24話「恋と盗みの大勝負」（1984年4月24日）

日本テレビ
- ダイヤル110番
  - 第50話「恐怖の影」（1958年8月16日）
  - 第60話「暗い運転席」（1958年10月28日）
  - 第95話「白いハイヒール」（1959年6月30日）
  - 第178話「斜面」（1961年2月7日）
  - 第221話「歪んだ歯車」（1961年12月5日）
  - 第224話「不協和音」（1961年12月26日）
  - 第318話「手錠」（1963年10月20日）
  - 第336話「目撃者」（1964年2月23日）
- 木曜ワイドアワー「万年筆」（1959年12月24日）
- 剣
  - 第25話「つむじ風」（1967年10月2日）
- 五人の野武士
  - 第2話「剣豪 暁の対決」（1968年10月15日）
- 家光が行く
  - 第3話「魚河岸の暴れん坊」（1972年10月19日） - 魚政
- 丹下左膳 こけ猿の壷篇
  - 第3話/第4話（1974年） - 高大之進
- おんな浮世絵・紅之介参る!
  - 第20話「辻斬り浪人」（1974年2月16日） - 伊勢屋
- 長崎犯科帳
  - 第14話「旅路の果てのふたり」（1975年7月6日） - 段造の手下
- 伝七捕物帳
  - 第22話「女ごころのなみだ雨」（1974年） - 常吉
  - 第97話「逆転歓喜の杯」（1976年） - 勝五郎
  - 第158話「寄り合う肩に情の十手」（1977年） - 多助
- 十手無用 九丁堀事件帖
  - 第22話「江戸の町から魚が消えた！」（1976年2月29日）
- 子連れ狼
  - 第3シリーズ(1976年) - 名古寺無生
    - 第22話「父子草大五郎」
    - 第24話「守りて候」
    - 第25話「波と笛と」
- 俺たちの朝
  - 第19話「雨漏と人工呼吸と熱い味噌汁」（1977年2月27日） - 劇団創作座の審査員
- 新五捕物帳
  - 第15話「執念の十手に血が通う」（1978年1月24日） - 黒川屋鉄五郎
  - 第52話「裏切られた女」（1978年12月26日） - 京紅屋番頭・利蔵
  - 第160話「心に描く母の似顔」（1981年11月10日）

テレビ東京
- 女殺し屋 花笠お竜
  - 第6話「殺人街道に花が舞う」（1969年11月8日）
- おんな組アクション控
  - 第13話「“火の用心”にご用心」（1972年12月28日）
- 大江戸捜査網 第3シリーズ
  - 第10話「目撃者を消せ!」（1973年11月24日） - 西脇栄之助
  - 第53話「初夜に消された恋女房」（1974年9月21日） - 黒川左門
  - 第240話「姉妹芸者 涙の仇討ち」（1978年6月17日） - 秋山将監
  - 第256話「狙われた恐怖の連判状」（1978年10月7日） - 尾張屋
  - 第314話「悪を撃つ謎のオランダ銃」（1979年11月17日） - 桐山
  - 第340話「祭りに咲いた夫婦花」（1980年5月31日） - 評定所一座
  - 第357話「人情 男涙の恩返し」（1980年9月27日）
  - 第367話「天下を狙う闇将軍」（1980年12月6日） - 半兵衛の配下
  - 第383話「罠に落ちた女ねずみ」（1981年4月4日）
  - 第394話「姫君七変化道中」（1981年6月20日） - 立花主膳
  - 第423話「大奥に棲む女夜叉」（1982年1月16日） - 木曽屋
  - 第440話「甘い誘惑 毒殺人名録」（1982年5月15日） - 淀屋藤吉
  - 第464話「鈴の音はおんなの忍び泣き」（1982年10月30日） - 三沢屋
  - 第489話「女を狩る通り魔 陶酔の宴」（1983年4月30日） - 牢屋奉行
  - 第503話「刺青連続殺人! 宿命の父娘」（1983年8月6日） - 幻雲斎
  - 第517話「孤島に燃える! 悲恋の挽歌」（1983年11月12日） - 中津川頼母
  - 第526話「遊女流転! 津軽おんな恋歌」（1984年1月21日） - 出羽の楼主
- 新大江戸捜査網
  - 第25話「絶唱! 涙の夫婦花」（1984年9月22日） - 幸兵衛
- 闘え!ドラゴン
  - 第9話「怪奇! 闇空手!」（1974年8月27日） - 原島
- ザ・スーパーガール
  - 第13話「女ドラゴン・紅の必殺拳」（1979年6月25日）

テレビ朝日
- 徳川家康
  - 第1部
    - 第12話/第30話（1964-1965年）
- 鉄道公安36号
  - 第82話「出発進行」（1965年1月2日）
  - 第119話「姿なき恐怖」（1965年9月22日）
- 新選組血風録
  - 第22話「海鳴りが呼ぶ」（1965年12月5日） - 松本良順
- 黄色い風土（1965-66年）
- 特別機動捜査隊
  - 第219話「007はテーブルナンバー」（1966年）
  - 第244話「法外者」（1966年）
- 待っていた用心棒
  - 第3話「吹きだまりの月」（1968年2月12日） - 同心・三原
- 夜の主役
  - 第14話「美しき鬼」（1968年10月29日）
- 荒野の素浪人
  - 第23話「砂塵! 狙われた辺境の宿」（1972年6月6日）
- 遠山の金さん捕物帳
  - 第126話「身を投げ出して来た女」（1972年12月3日） - 権太
- ご存知遠山の金さん
  - 第18話「弁慶の泣きどころ」（1974年2月3日） -　福助
- 破れ奉行（テレビ朝日 / 中村プロ）
  - 第2話「血風!世直し快速船」（1977年4月12日） - 代貸し
- 若さま侍捕物帳
  - 第18話「参上!! 悪女狩り」（1978年10月19日） - 三田村
- 江戸の牙
  - 第3話「阿片! 墓標なき男」（1979年10月16日） - 与力・北川
- 半七捕物帳
  - 第17話「化け銀杏」（1979年7月24日）
- 帝銀事件 大量殺人・獄中32年の死刑囚（1980年1月26日）
- 走れ!熱血刑事
  - 第24話「青春にキックオフ」（1981年6月1日） - 下山
- 太陽戦隊サンバルカン
  - 第25話「ドッキリ海蛇の穴」（1981年8月1日）
- 特捜最前線
  - 第199話「悪魔のような女!」（1981年2月25日）
  - 第328話「カラスとよばれた女!」（1983年9月7日）
  - 第353話「特別病棟の女!」（1984年2月29日）
  - 第457話「終着駅の女II 上野駅・徳永礼子の犯罪」（1986年3月20日）[10]

TBS
- 民話劇場（民話劇）「片端船」（1959年10月8日）
- 部長刑事
  - 第76話「共犯者は消えない」（1960年2月13日）
- 父子鷹
  - 第1話（1964年） - 大館三十郎
- 隠密剣士
  - 第十部「変幻忍法帖」
    - 第3話「戸隠流長髪玄達」（1965年1月17日） - 長髪玄達
- 東芝日曜劇場
  - 第574話「くちなしの花」（1967年12月10日）
- 天皇の世紀
  - 第13話「壊滅」（1971年） - 天野伴内
- 獅子のごとく（1978年8月21日） - 登志子の父
- 曠野のアリア（1980年） - 大久保正信
- Gメン'75
  - 第201話「Ｇメン対香港カラテ軍団」（1979年）
  - 第303話「殺し屋新婚夫婦」（1981年）
  - 第325話「帰って来たラーメン刑事」（1981年）
  - 第336話「エレベーター連続女性殺人事件」（1981年）
- 陽のあたる場所（1982年4月10日）
- ふぞろいの林檎たち
  - パートI
    - 第8話「大きな声が出せますか」（1983年7月15日）

### 映画
- 三匹の侍 - 浪人
- コレラの城 - 伊賀
- 囁きのジョー - マックス・ホールの客B
- 不毛地帯 - 関東軍参謀
- 野性の証明 - 吉川空将補
- 東京大空襲 ガラスのうさぎ
- 巣立ちのとき 教育は死なず - 卒業生の父

### 舞台
- 死んだ海（1952年、新協劇団） - 漁民[4]
- デッド・エンド（1953年、新協劇団） - ジョーンズ[11]
- プラント・クレチェット（1954年、新協劇団） - ベレスト[12]
- 山の民（1954年、新協劇団） - 長平[13]、田代英一郎[13]
- 石狩川（1954年、新協劇団） - 安部誠乃[13]
- 敵（1955年、新協劇団） - ザハール[14]
- 国定忠治（1957年 - 1958年、新協劇団・劇団中芸合同公演） - 検死役人[15]
- デッド・エンド（1960年、東京芸術座） - グリスワルド[16]
- 紺の制服（1960年、東京芸術座） - 光夫[17]
- 忍びの者（1963年、東京芸術座） - 石川五右衛門[18]
- 五右衛門釜煎り（1964年、東京芸術座） - 石川五右衛門[19]
- 国定忠治（1967年、東京芸術座） - 玉村の京蔵[20]
- 蟹工船（1968年、東京芸術座） - 芝浦[21]
- 暴力団記（1973年、東京芸術座） -周平甫[22]
- 検察官（1976年、東京芸術座） - フレスタコーフ[23]
- 野望の系譜-壬申の乱-（1980年、東京芸術座） - 中大兄皇子[24]

### テレビアニメ
- 鉄腕アトム 第2話/第3話（1959年） - 箱根首相の秘書
- 怪物くん（1968年）
- 佐武と市捕物控（1968年） - 藤八
- 新造人間キャシャーン
  - 第10話「砂の砂漠に命をかけろ」（1973年12月4日） - シモンズ博士
- ルパン三世 (TV第2シリーズ)（1977年 - 1980年）
  - 第66話「射殺命令!」 - ビューティー
  - 第118話「南十字星がダイヤに見えた」 - 君広一飛曹

### 吹き替え

#### 映画
- シェーン - アクセル・シップステッド〈ダグラス・スペンサー〉 ※テレビ朝日版
- 荒野の七人 - ヒラリオ　＊テレビ朝日版
- メテオ - イーストン将軍
- ダラスの熱い日 - スミス・ウォルター・ブルック
- 自転車泥棒 - アントニオ・リッチ〈ランベルト・マジョラーニ〉
- 暴力教室 - リチャード・ダディエ〈グレン・フォード〉
- マッドボンバー - ジョージ・フロムリー〈ネヴィル・ブランド〉※日本テレビ版（BD・新盤DVD収録）

#### 国内ドラマ
- 超人バロム・1（読売テレビ）
  - 第14話「魔人アリゲルゲと13のドルゲ魔人」（1972年7月2日） - アリゲルゲ

#### 海外ドラマ
- アウター・リミッツ
  - 第28話「宇宙洗脳」 - ロイ・ベンジャミン
  - 第29話「ルミノス星人の陰謀」- サイモン・ホルム
- アメリカン・ヒーロー
- 宇宙家族ロビンソン - 蛙宇宙人ジーダン星人
- 宇宙大作戦
  - 第50話「宇宙300年の旅」 - ロージャン
- 刑事コロンボ 二つの顔 - マイケル・ハサウェイ弁護士
- スパイ大作戦
  - 暗号名“キタラ”（大尉）
  - 殺し屋製造工場（ピアソン）
  - 水爆仕掛人（クーパー〈マーレイ・ハミルトン〉）
  - 暗殺計画ナイトフォール（リーダー）
- ボナンザ - アダム

#### 海外アニメ
- ドラゴン水滸伝（鬼首法師）

#### 人形劇
- サンダーバード - ゴールドハイマー監督
- スーパーカー
  - ベロータ島の革命（セバスチャン・カプリオ・デ・ラ・フェスチオラ・ラグアーバ将軍）※フジテレビ版
  - スコットランドの幽霊（アーガス・マカレル）※フジテレビ版